# Pacyfik (imię)
Pacyfik – imię męskie pochodzenia łacińskiego, oznaczające "ten, który zaprowadza pokój". Pod tym imieniem znanych jest wielu świętych katolickich, m.in. św. Pacyfik z San Severino.
Pacyfik imieniny obchodzi 4 czerwca, 21 września i 24 września.
Znane osoby noszące to imię:
- Antoni Pacyfik Dydycz – biskup senior drohiczyński